# Realschule

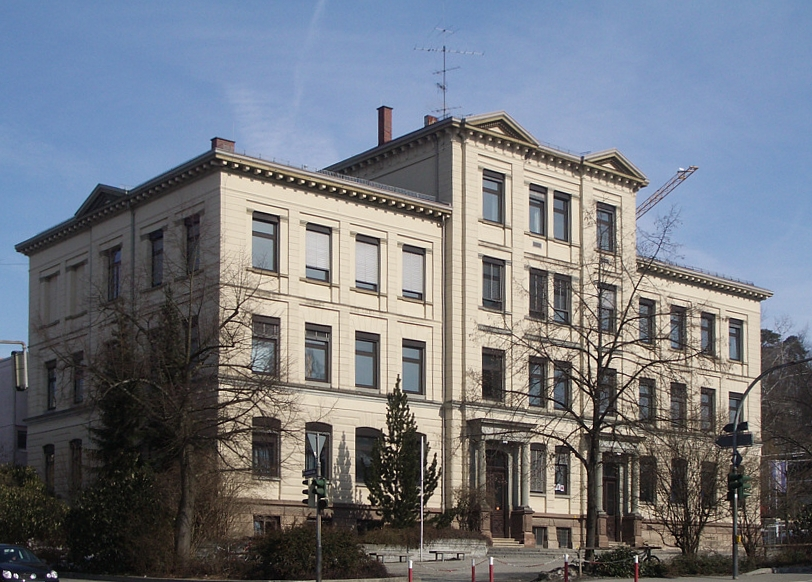
Realschule in Ravensburg.

De Realschule is een schooltype voor middelbaar onderwijs in Duitsland, Zwitserland en Liechtenstein. De Realschule heeft ook bestaan in Oostenrijk, Denemarken (realskole), Zweden (realskola) en het Russische Rijk (реальное училище). 

## Duitsland
In de meeste Duitse deelstaten starten kinderen op een Realschule op tienjarige leeftijd. Na het beëindigen van de Realschule met zestien jaar starten de meeste leerlingen een beroepsopleiding waarbij werken in het bedrijf wordt gecombineerd met onderwijs. In enkele deelstaten is de Realschule vervangen door Oberschulen of Sekundarschulen.
Het niveau van de Realschule ligt tussen dat van de Hauptschule (lager niveau) en het gymnasium (hoger niveau). Het is in grote lijnen te vergelijken met het vmbo-t/havo in Nederland.
De term Real voert terug op het Latijnse woord Res (zaak, ding) en houdt een tegenstelling in met de meer op taal en cultuur gerichte opleiding aan de gymnasia.

Schematische voorstelling van het Duitse onderwijssysteem